# Cluster (musik)

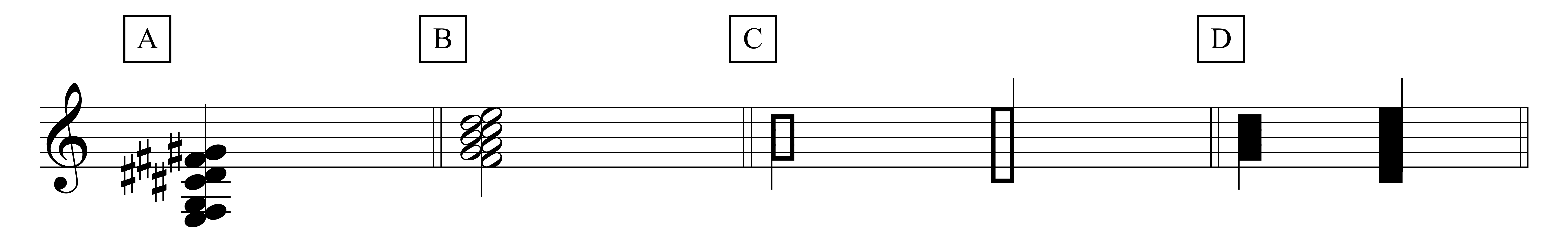
Exempel på cluster-notation.
A och B är noterade med traditionell notskrift och består av bestämda tonhöjder.
C och D anger "valfria" tonhöjder inom det noterade intervallet.

Cluster, kluster, tonkluster eller tonklunga är ett ackord som består av minst tre näraliggande toner i en skala. Ett typiskt cluster består av toner i en kromatisk skala och består av små sekunder. Om de tre tonerna c, ciss och d, i samma oktav, spelas samtidigt utgör de således ett cluster. Intervallen mellan tonerna kan också vara mindre än en liten sekund.
Inom den västerländska konstmusiken introducerades termen av den amerikanske tonsättaren Henry Cowell i dennes bok New musical resources. Cowell definierade cluster som ett ackord uppbyggt av endast stora eller små sekunder, men begreppet har senare utvecklats till att även gälla även klanger som bygger på mindre intervall.